# Az olasz nő Londonban
Az olasz nő Londonban (L'Italiana in Londra) Domenico Cimarosa 1778-ban, Rómában bemutatott kétfelvonásos vígoperája, amelynek a szövegét Giuseppe Petrosellini írta.

## Az opera keletkezése
A vígopera (melodramma giocoso) librettója Giuseppe Petrosellini abbétól származik (nem bizonyított feltevés szerint a témát Giovanni Boccaccio egyik műve ihlette), eredetileg öt epizódból álló intermezzónak készült (az intermezzókat operák szüneteiben játszották). A művet kedvezően fogadták a bemutatón, s ennek révén nyíltak meg Cimarosa számára a nagy operaházak. A későbbi párizsi bemutatóra (1790, Théâtre de Monsieur) a zeneszerző kibővítette, ekkor lett kétfelvonásos a darab. Az opera azonban fokozatosan feledésbe merült, amit a következő operaszerzők, főleg Rossini műveinek hatalmas sikere okozhatott.

## Szereplők
| Szereplő                              | Hangfekvés         |
| ------------------------------------- | ------------------ |
| Lívia, fiatal genovai lány            | szoprán            |
| Mylord Arespringh, angol arisztokrata | buffo basszus      |
| Don Polidoro, nápolyi utazó           | buffo basszbariton |
| Madame Brillante, kávéház-tulajdonos  | mezzoszoprán       |
| Sumers, holland kereskedő             | tenor              |

- Történik: Londonban, a 18. században.
- Zenekar: kis együttes.
- Játékidő: közel 2 óra.

## Cselekmény

### Első felvonás
Madame Brillante Temze-parti kávéházában fut össze Don Polidoro nápolyi utazó, Mylord Arespringh angol arisztokrata és Sumers, a holland kereskedő. Szóba elegyednek, és lassan megnyílnak egymás előtt. Arespringh elmeséli, hogy apja parancsára nemrégiben tért haza Genovából, hogy elvegyen egy apja által kinézett hölgyet, pedig ő szerelmes lett Genovában egy Lívia nevű lányba. Erre az olasz Don Polidoro is elmondja, hogy ő is szerelmes egy fiatal lányba, de a nevét nem említi. Hirtelen megjelenik Lívia, aki szerelme után utazott Angliába, pedig nem tudja a nyelvet sem, s most a kávézóban próbálja fenntartani magát. A mylord nem hisz a szemének, merthogy ő Genovában hagyta a lányt, ennélfogva nem is lehet ő. A lány felismeri a férfit, de ő azért nem közelít, hogy megleckéztesse az őt „hűtlenül” elhagyó férfit. A lány távozása után Arespringh Madame Brillante-tól megkérdi, ki is a lány. A hölgy Errichettának és marselles-inek ismeri a lányt. A továbbiakban bonyolódik a helyzet, mert kiderül (egyelőre még nem az angol számára), hogy Don Polidoro is ebbe a lányba szerelmes, akit itt ismert meg. Madame Brillante úgy dönt, hogy magához veszi a lányt, és elrendezi a sorsát.

### Második felvonás
Mylord Arespringh bizonyságot akar szerezni, ki is a lány, de kutatásai közben mindig az olasz utazóba botlik, akit ekkor még a lány valamilyen rokonának vél. Csak később jön rá, hogy személyében szerelmi vetélytársról van szó. A holland, látva a bonyodalmakat, el akarja rendezni az ügyet, s hol így, hol úgy avatkozik közbe. Lassacskán tisztázódik, hogy az angol fiatalember nem hűtlenségében hagyta el Líviát, csupán apjának engedelmeskedett. A Mylord elhatározza, hogy hazamegy, és bejelenti, nem veszi el apja jelöltjét. Ezután már nincs akadálya a két fiatal, Arespringh és Lívia boldogságának.

## Az opera színpadra állítása
Az operát – még ötrészes intermezzo formájában – a római Teatro alle Valle mutatta be 1778. december 26-án vagy 28-án. Lívia szólamát először fiúszoprán énekelte (a később szopránként nevet szerző Crescentini), de azután női énekesek, szopránok vették át a szerepet. A vígoperát 1783-ban Eszterházán is bemutatták Haydn vezényletével. A 20. század végén Lorenzo Tozzi – átdolgozva – ismét bemutatta az operát.

## A zene
A zene áriákból, duettekből és tercettekből áll össze, közte csembalókíséretes recitativókkal. A dallamok néhol emlékeztetnek Mozart egyes áriáira (főleg a Così fan tutte néhány részleteire). Összességében Az olasz nő Londonban a korabeli vígoperák stílusát viseli magán.

## CD-felvétel
Lívia – Patrizia Orciani, Madame Brillante – Maria Angeles Peters, Sumers – Maurizio Comencini, Mylord – Armando Ariostini, Don Polidoro – Bruno Pratico. Közreműködik: a Piacenzai Szimfonikus Zenekar, vezényel: Carlo Rizzi. A felvétel helye és ideje: Savona, Teatro Chiabrera, 1986. október 14. (élő felvétel). Kiadás: 1988, Bongiovanni, GB 2040/41–2, 2 CD.